# Бейн, Фиона
Фио́на «Фе́лси» Бейн (англ. Fiona "Felsie" Bayne; род. 10 мая 1966, Перт, Пертшир) — шотландская кёрлингистка.
В составе команде Великобритании участница зимних Олимпийских игр 1998.
В составе команде Шотландии двукратный серебряный призёр чемпионатов Европы.
Чемпионка Шотландии среди женщин (1998).

## Достижения
- Чемпионат Европы по кёрлингу: серебро (1988, 1990).
- Чемпионат Шотландии по кёрлингу среди женщин: золото (1998).

## Команды
| Сезон   | Четвёртый        | Третий        | Второй        | Первый        | Запасной                             | Турниры                                                               |
| ------- | ---------------- | ------------- | ------------- | ------------- | ------------------------------------ | --------------------------------------------------------------------- |
| 1988—89 | Хейзел Макгрегор | Эдит Лаудон   | Фиона Бейн    | Кэти Лаудон   |                                      | ЧЕ 1988                                                               |
| 1990—91 | Хейзел Эрскин    | Эдит Лаудон   | Кэти Лаудон   | Фиона Бейн    |                                      | ЧЕ 1990                                                               |
| 1991—92 | Хейзел Эрскин    | Эдит Лаудон   | Кэти Лаудон   | Фиона Бейн    |                                      | ЧЕ 1991 (5 место)                                                     |
| 1996—97 | Рона Мартин      | Gail McMillan | Фиона Бейн    | Linda McAulay | Джеки Локхарт тренер: Рассел Кейллер | ЧЕ 1996 (4 место)                                                     |
| 1997—98 | Кирсти Хэй       | Эдит Лаудон   | Джеки Локхарт | Кэти Лаудон   | Фиона Бейн тренер: Джейн Сандерсон   | ЧЕ 1997 (6 место) · ЧШЖ 1998 · ЗОИ 1998 (4 место) · ЧМ 1998 (7 место) |

(скипы выделены полужирным шрифтом)